# Sender Monte San Salvatore
Der Sender Monte San Salvatore ist der wichtigste UKW-Sender im Tessin. Er befindet sich auf dem Monte San Salvatore, 901 Meter über dem Meeresspiegel. Er verwendet als Antennenträger einen 80 Meter hohen, freistehenden Stahlfachwerkturm, der 1957 errichtet wurde.
Der Sender Monte San Salvatore ging am 29. November 1958 erstmals in Betrieb und strahlte zunächst das Fernsehprogramm sowie das 2. Radioprogramm auf UKW der RSI aus. Am 7. Oktober 1960 folgte ein zweiter UKW-Sender für das erste Programm. Die italienische RAI nutzte den Standort seit dem 28. November 1960, um insbesondere die Exklave Campione sowie das Nordufer des Luganersees von der Schweizer Grenze bis nach Porlezza zu versorgen.

## Geschichte

Mehrzweckanlage Monte San Salvatore, Flugaufnahme ca. 1968

Mitte der 1950er Jahre beginnen mit dem Uetliberg-Sender die ersten Versuche für Fernsehverbindungen in der Schweiz. Zu diesem Zeitpunkt kann der Kanton Tessin nur die italienischen Fernsehprogramme empfangen. Daher entscheidet 1955 die Generaldirektion PTT, die Tessiner Sendeanlagen miteinander zu verbinden, damit sie auch das Schweizer Fernsehen empfangen können – damals eine grosse Herausforderung im gebirgigen Tessin. Ab Ende November 1958 wird ein Pilotvorhaben durchgeführt: Die Fernsehanlage Monte San Salvatore bedient die Regionen südlich des Monte Ceneri und Mendrisio. Vor allem wegen des gleichzeitigen Empfangs von italienischen Sendungen kommt es dabei häufig zu Störungen und die Forderungen der Tessiner Bevölkerung nach eigenen Programmen nehmen zu. Zwischen 1960 und 1968 wird die Sendeanlage zunehmend ausgebaut, um das erste Programm der RSI (Radiotelelevisione svizzera di lingua italiana) in den ganzen Kanton senden zu können. 1968 wird zudem der 60 Meter hohe erste Mast durch einen solchen von 86 Metern Höhe ersetzt.
1972 beginnen Bauarbeiten, um auf dem San Salvatore eine Mehrzweckanlage einzurichten. Sie entspricht den Normen für normalisierte Regionalstationen mittlerer Grösse, so wie die bereits porträtierte Sendeanlage Valzeina. Nach der Einweihung 1974 sendet die Mehrzweckanlage Monte San Salvatore die drei Schweizer Fernsehprogramme (zunächst nur im Sottoceneri), die zwei Tessiner Radioprogramme und zwei RAI-Fernsehprogramme. Je nach Region sind zusätzliche Anlagen nötig, um diese Programme empfangen zu können. 2003 beginnt schliesslich das Fernseh-Digitalisierungsprojekt DVB-T, 2006 die Umstellung auf das digitale Radio DAB und später DAB+.
Am 31. Dezember 2024, um Mitternacht, wurde die UKW-Ausstrahlung der SRG-Programme eingestellt.

## Frequenzen und Programme

### Analoger Hörfunk (UKW)
Die analoge Verbreitung der SRG-Programm über UKW wurde am 31. Dezember 2024 beendet. Bis dahin waren folgende Sender in Betrieb:
| Programm        | Frequenz | ERP [kW] | RDS      |
| --------------- | -------- | -------- | -------- |
| RSI Rete Uno    | 88,1 MHz | 25 kW    | RETE_UNO |
| RSI Rete Due    | 91,5 MHz | 20 kW    | RETE_DUE |
| SRF 1           | 96,3 MHz | 20 kW    | _SRF_1__ |
| RTS La Première | 104 MHz  | 25 kW    | RTS-1ERE |
| RSI Rete Tre    | 106 MHz  | 25 kW    | RETE_TRE |

### Digitales Radio (DAB)
DAB wird in vertikaler Polarisation und im Gleichwellenbetrieb mit anderen Sendern ausgestrahlt.
| Block                      | Programme | ERP (in kW) | Antennendiagramm rund (ND), gerichtet (D) | Gleichwellennetz (SFN) |
| -------------------------- | --- | ----------- | ----------------------------------------- | --- |
| 12A SRG SSR I01 (SUI0005A) | DAB-Block der SRG SSR idée suisse: - Rete Uno (72 kbit/s) - Rete Due (96 kbit/s) - Rete Tre (72 kbit/s) - Radio SRF 1 (GR) (72 kbit/s) - Radio SRF 3 (64 kbit/s) - Radio SRF 4 News (48 kbit/s) - Radio SRF Musikwelle (54 kbit/s) - RTS Première (72 kbit/s) - RTS Couleur 3 (56 kbit/s) - RTS Option Musique (64 kbit/s) - Radio Rumantsch (72 kbit/s) - Radio Swiss Pop (64 kbit/s) - Radio Swiss Classic (64 kbit/s) - Radio Swiss Jazz (64 kbit/s) - Radio 3i (56 kbit/s) - Radio Fiume Ticino (72 kbit/s) - Radio Grischa (56 kbit/s) | 0,8         | ND                                        | - Graubünden: Arvigo (Landarenca), Lostallo, Mesocco San Bernardino (Lagh Doss) - Tessin: Airolo (Stanga), Bedigliora (Monte Mondini), Brione (Piee), Camedo (Piazzoi), Carona (Monte San Salvatore), Castel San Pietro (Caviano), Cimadera (Gardada), Frasco (Costa), Gerra (Lutri), Gorduno (Piazza), Lugano (Monte Brè), Monte Generoso/Cima di Sassalto, Monte Tamaro/La Manera, Onsernone-Russo (Quiello), Pedrinate Chiasso, Peccia (Pian Mosello), Rivera (Monte Ceneri), Semione (Pizzo Matro), Someo (Costa Piana-Pizzo Castello) |

### Analoges Fernsehen (PAL)
Vor der Umstellung auf DVB-T diente der Sendestandort weiterhin für analoges Fernsehen:
| Kanal | Frequenz (MHz) | Programm | ERP (kW) | Sendediagramm rund (ND)/ gerichtet (D) | Polarisation horizontal (H)/ vertikal (V) |
| ----- | -------------- | -------- | -------- | -------------------------------------- | ----------------------------------------- |
| 2     | 48,25          | Rai Uno  | 0,042    | ND                                     | H                                         |
| 10    | 210,25         | TSI 1    | 16,2     | D                                      | H                                         |
| 41    | 631,25         | Rai Due  | 0,4      | ND                                     | H                                         |
| 54    | 735,25         | SRF 1    | 113,5    | D                                      | H                                         |
| 57    | 759,25         | TSR 1    | 106,8    | D                                      | H                                         |
| 60    | 783,25         | TSI 2    | 115      | D                                      | H                                         |
| 64    | 815,25         | Rai Tre  | 0,4      | ND                                     | H                                         |